# توكل أباد (كوه بنج)
توكل أباد (بالفارسية: توکل‌آباد) هي قرية تقع في إيران في البلدة المركزية.